# イズム
イズムは、大阪府大阪市北区に本社を置く芸能事務所。

## 概要
2007年に創業。代表は立花美子。
2009年、㈱エアロスペースと合併。
映画、ドラマ、CM、スチールなどマスコミ媒体へのマネージメントとともに、舞台製作も手がけている。

## 所属タレント

### 女性
- 山本香織
- 竹田朋子

### 男性
- 上杉逸平
- 山本英輝
- 寺田夢酔
- 柳川昌和
- みぶ真也